# 加治站
加治站（日语：／ Kaji eki */?）是位於新潟縣新發田市下中265番，東日本旅客鐵道（JR東日本）的羽越本線車站。本站是北蒲原郡前加治川村（建站當時是加治村）的中心車站。本站在昭和大合併時，位於新發田市和前加治川村的邊界之間。

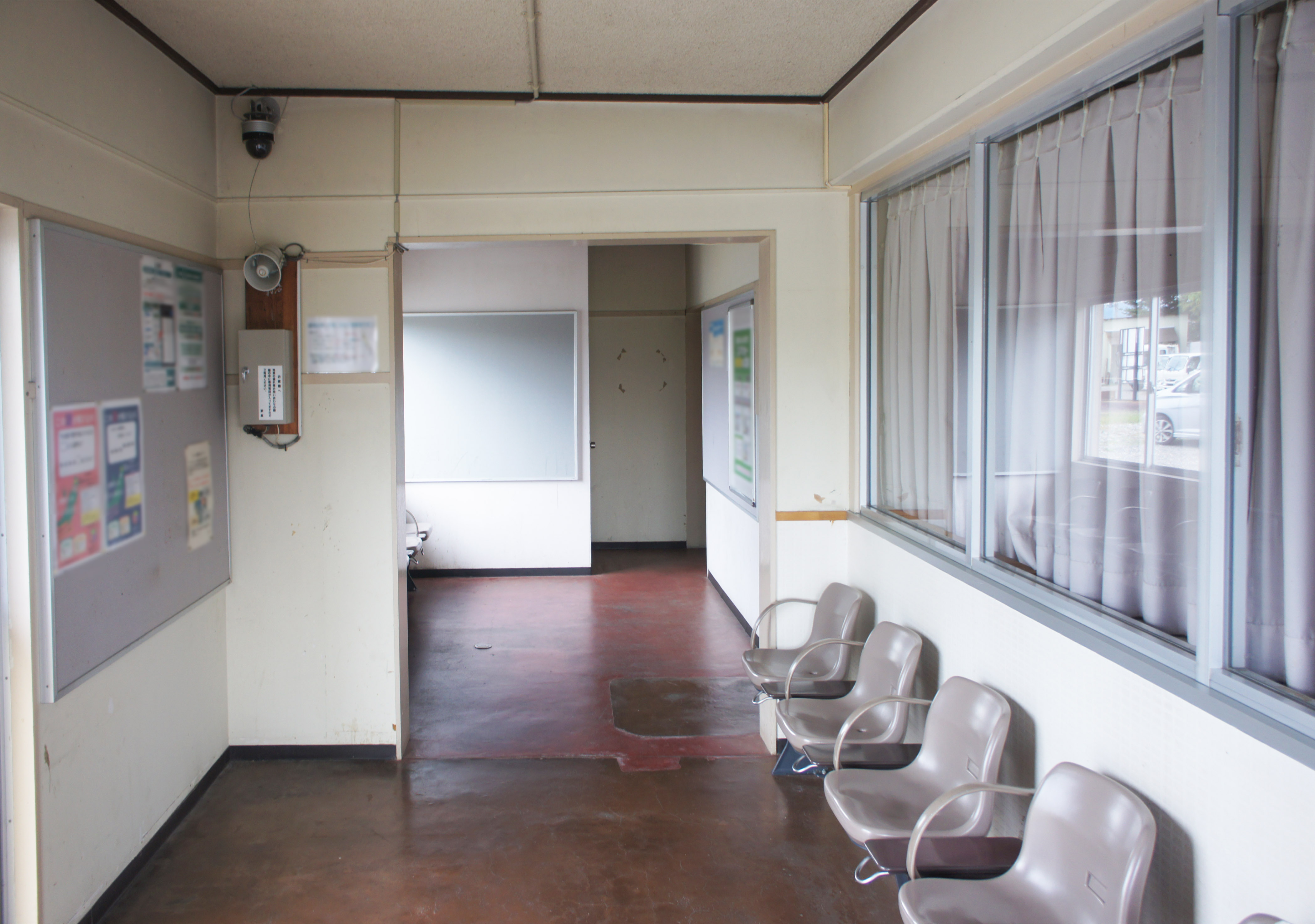
車站內部(2021年9月)

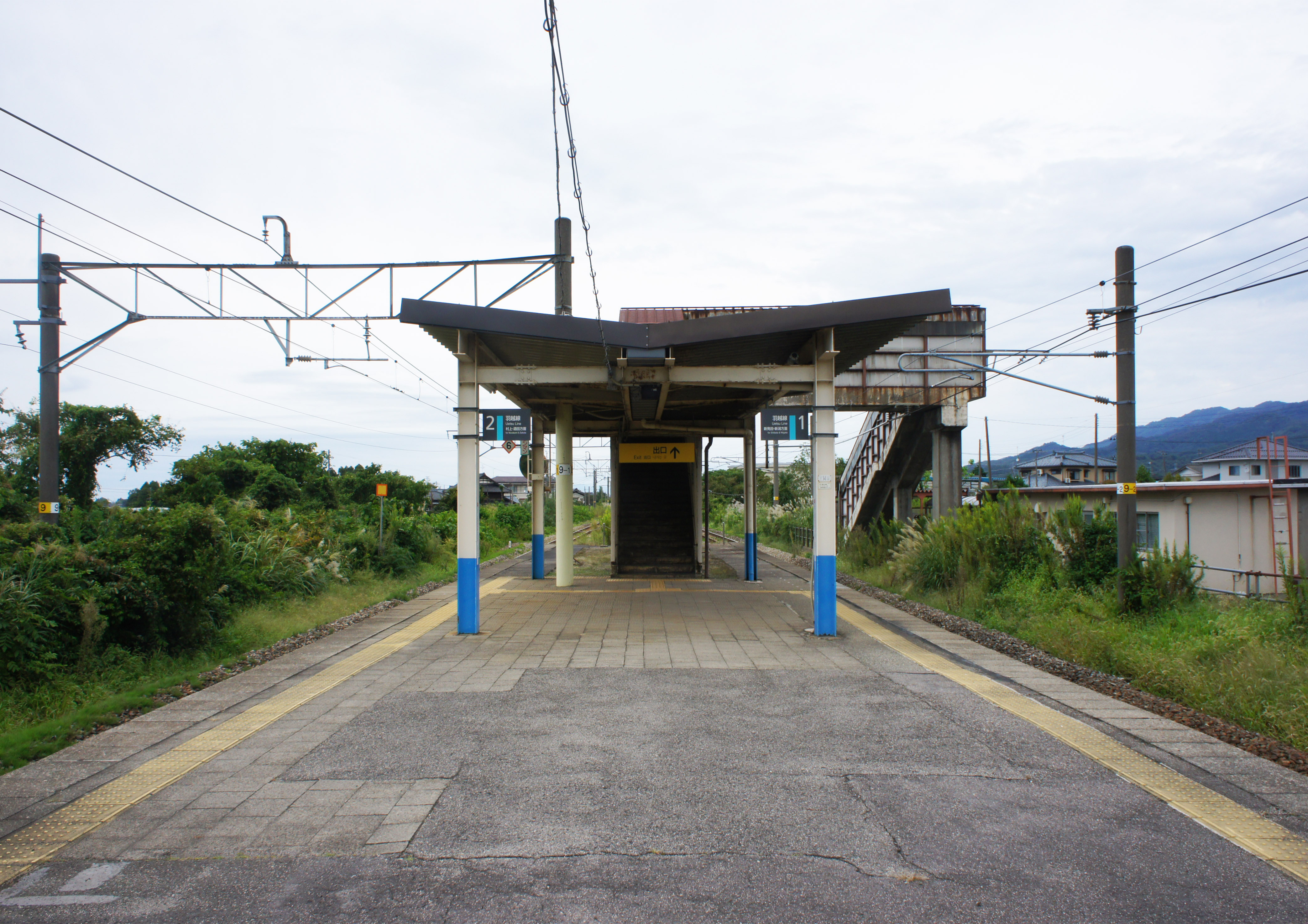
月台(2021年9月)

## 歷史
- 1914年（大正3年）6月1日：村上線新發田至中條之間開業，此站啟用。
- 1924年（大正13年）7月31日：全線開業，村上線編入至羽越線。
- 1925年（大正14年）11月20日：隨著支線與赤谷線啟用，羽越線改名為羽越本線。
- 1969年（昭和44年）10月1日：終止行李運送業務。
- 1972年（昭和47年）9月1日：終止貨物和行李起卸業務。
- 1987年（昭和62年）4月1日：伴隨國鐵分割民營化，車站由東日本旅客鐵道（JR東日本）營運。
- 2004年（平成16年）10月31日：成為無人車站。

## 車站構造
本站是地面車站，設有1面2線的島式月台。站房（東邊）與月台之間設有跨線橋連接。此站是由村上站管理的無人車站。雖然此站為無人車站，但是會安排車站職員販賣車票。站內設有自動售票機、自動販賣機和廁所。此站不可使用Suica等交通系IC卡。

### 月台
| 月台 | 路線      | 上下行 | 方向             |
| ---- | --------- | ------ | ---------------- |
| 1    | ■羽越本線 | 上行   | 新發田、新潟方向 |
| 2    | ■羽越本線 | 下行   | 村上、酒田方向   |

參考

## 使用狀況
以下為2000年度（平成12年度）- 2003年度（平成15年度）1日平均乘車人次變化。
| 年度               | 1日平均 乘車人次 | 參考資料 |
| ------------------ | ---------------- | -------- |
| 2000年（平成12年） | 321              | [ 3 ]    |
| 2001年（平成13年） | 346              | [ 4 ]    |
| 2002年（平成14年） | 345              | [ 5 ]    |
| 2003年（平成15年） | 318              | [ 6 ]    |

## 車站周邊
- 加治站前郵局
- 新發田市立七葉中學
- JA北越後加治分店

## 巴士
截至2017年10月，從此站步行10分鐘前往七葉中學，在該處設有「新發田市社區巴士」巴士站，該站設有巴士路線前往東部的菅谷方向和新發田市中心。
另外，距離此站150米的市道上也設有新發田市社區巴士「加治站前」巴士站，該巴士站沒有定期班次，需要事前預約才有巴士駛至此站。

## 相鄰車站
東日本旅客鐵道
■羽越本線
□快速「紅花」
通過
■快速（上行部分列車停站）
新發田←加治←中條
■普通
新發田－加治－金塚

## 注腳
1. ↑  Suica新潟エリア （页面存档备份，存于）（日語） - JR東日本. 2020年4月25日參閲.
2. ↑  JR東日本:駅構内図 （页面存档备份，存于）（日語）
3. ↑  . 東日本旅客鉄道.   [2019-02-25]. （原始内容存档于2018-02-13） （日语）.
4. ↑  . 東日本旅客鉄道.   [2019-02-25]. （原始内容存档于2019-02-22） （日语）.
5. ↑  . 東日本旅客鉄道.   [2019-02-25]. （原始内容存档于2019-04-02） （日语）.
6. ↑  . 東日本旅客鉄道.   [2019-02-25]. （原始内容存档于2019-03-27） （日语）.
7. ↑  新発田市コミュニティバスのご案内（時刻表・利用料） （页面存档备份，存于）（日語） - 新發田市

## 外部連結
- 車站資訊（加治）：東日本旅客鐵道（日語）